# 第七の呪文
『第七の呪文』（だいななのじゅもん、原題：英: The Seventh Incantation）は、アメリカ合衆国のホラー小説家ジョセフ・ペイン・ブレナンによる短編ホラー小説・クトゥルフ神話。1963年にマカブル・ハウスから刊行された『Scream at Midnight』に収録された。
ブレナンはハワード・フィリップス・ラヴクラフトのファンであったが、ラヴクラフトの前期短編を高評価する一方で、後期のクトゥルフ神話をあまり評価していなかった。そのため本作は、クトゥルフ神話から固有名詞を借りてきているものの、作風はラヴクラフトの前期短編に近いホラー短編となっている。分量は新ク単行本で10ページ。

## あらすじ
エミット・テルクィストは、死んだ叔父の蔵書から黒魔術の知識を得る。7つの呪文が記されており、3つは加護のため、3つは攻撃のための呪文であり、最後の第七の呪文は生贄と引き換えに力を得るとされるも、危険性から「唱えてはならない」と戒められていた。エミットは、生贄に用いるための羊を牧場から盗み出す。続いて沼地に行って呪文を唱えると、おぞましい化物が召喚される。エミットが生き血を捧げるために羊を見遣ると、恐怖のために事切れていた。これでは生贄にならず、状況を理解したエミットは逃げ出すも、すぐさま化物に追いつかれ、食い殺される。

## 主な登場人物・用語
- 叔父 - 気難しく腹黒の老人。エミット唯一の親族。やや謎めいた死を遂げた。
- エミット・テルクィスト - 主人公。村の嫌われ者。評判の悪い父と狂死した母の間に産まれた。
- ニョグサ - 第七の呪文と関係あるらしいが詳細不明。邪神の名前。
- 化物 - 赤眼で、鉤爪と嘴を持ち、全身鱗に覆われ、ガーゴイルやヒキガエルに形容される。第七の呪文によって召喚され、良き生贄の対価に、魔力や富や権力を授けるという。
- 「真正魔術」 - 魔術師セオフィリス・ウェン（おそらく名を隠すための偽名）による魔道書。第一から七まで呪文と儀式の方法が記されている。

## 収録
- 国書刊行会『新編真ク・リトル・リトル神話大系4』小林勇二訳